# Mac Studio
Mac Studio — серия компактных настольных компьютеров (рабочих станций), производимых корпорацией Apple с марта 2022 года. Это один из четырёх настольных компьютеров в линейке Macintosh, стоящий выше потребительских моделей Mac mini и iMac, и ниже Mac Pro.
Эта новая компактная рабочая станция вместе с фирменным монитором Apple Studio Display пришла на смену серии профессиональных рабочих станций выполненных в формате моноблочных персональных компьютеров iMac Pro, выпускавшихся компанией Apple с 2017 года по март 2021 года.

## Описание
Mac Studio был официально анонсирован корпорацией Apple 8 марта 2022 года, вместе с монитором Apple Studio Display. 
Mac Studio разработан как машина более высокого класса, чем Mac mini, но более низкого, чем Mac Pro, и имеет соответствующую цену. Имеются две модели, работающие на cистемах-на-чипе на базе архитектуры ARM: Apple M1 Max или M1 Ultra, которая объединяет два чипа M1 Max в одном корпусе. Mac Studio имеет такую же ширину и глубину, как и Mac mini, около 8 дюймов (200 мм), но высотой около 3,7 дюйма (94 мм). Он имеет четыре порта Thunderbolt 4 (USB 4), два порта USB 3.0 Type-A, HDMI (до 4K @ 60 Гц), 10 Gbit Ethernet с функцией Lights Out Management и разъём для наушников. На передней панели расположены два порта USB-C (Thunderbolt 4 в моделях M1 Ultra) и слот для карт SD (с поддержкой карт SDXC и шины UHS-II). Охлаждение осуществляется с помощью пары двусторонних вентиляторов и сетки отверстий на дне и задней панели корпуса, что помогает снизить шум от вращения вентиляторов. Тем не менее, на ранних этапах поступали многочисленные сообщения о чрезмерном шуме вентиляторов.
Модели Mac Studio с M1 Ultra на 2 фунта (910 г) тяжелее моделей с M1 Max, поскольку оснащены более крупным медным радиатором. Apple утверждает, что Mac Studio работает на 50 процентов быстрее, чем Mac Pro с 16-ядерным процессором Intel Xeon W.
Mac Studio поддерживает до четырёх 6K мониторов, подключенных через Thunderbolt, и пятый монитор через HDMI.[12] Он был представлен вместе с Apple Studio Display, 27-дюймовым монитором 5K со встроенной 12-мегапиксельной камерой, звуковой системой из шести динамиков с поддержкой пространственного звука и Dolby Atmos, а также регулируемой по высоте подставкой.

### Ремонтопригодность
Mac Studio имеет два порта для съемных флэш-накопителей, причём используется один или два из них, последний — в моделях с 4 или 8 ТБ памяти. Хотя существует возможность замены карты флэш-накопителя между моделями одного размера, с восстановлением через Apple Configurator, модернизация пока не поддерживается. Некоторые рецензенты критикуют это решение, считая его недружественным по отношению к праву на ремонт, а Ars Technica отмечает, что это ограничение может быть связано с дизайном чипа Apple, который внедряет контроллер SSD в кристалл, а не в сам диск в целях шифрования. Расположение таких компонентов, как SSD, под открытым блоком питания также подверглось критике.

## История
Первое поколение компьютера Mac Studio с чипами Apple M1 Max и Apple M1 Ultra (до 20 ядер CPU и до 64 ядер GPU) было официально анонсировано корпорацией Apple 8 марта 2022 года, вместе с монитором Apple Studio Display.
5 июня 2023 года было представлено второе поколение компьютера Mac Studio с чипами Apple M2 Max и Apple M2 Ultra (до 24 ядер CPU и до 76 ядер GPU).
5 марта 2025 года был представлен самый быстрый в истории Mac (на март 2025 года) — это третье поколение компьютера Mac Studio с чипами Apple M4 Max и Apple M3 Ultra (до 32 ядер CPU, до 80 ядер GPU, до 512 ГБ ОЗУ и до 16 ТБ SSD).

## Спецификации

### Mac Studio (3-го поколения)
| Модель                                                                  | Начало 2025 | Начало 2025 |
| Компонент                                                               | Apple M4 Max | Apple M3 Ultra |
| ----------------------------------------------------------------------- | --- | --- |
| Дата выпуска                                                            | 5 марта 2025 | 5 марта 2025 |
| Номер модели                                                            | | |
| Базовая цена при запуске                                                | $1999 | $3999 |
| Процессор (CPU)                                                         | 14-ядерный (10 производительных и 4 энергоэффективных ядра) ARM-процессор Apple M4 Max (Опционально 16-ядерный (12 + 4) на момент покупки). | 28-ядерный (20 производительных и 8 энергоэффективных ядер) ARM-процессор Apple M3 Ultra (Опционально 32-ядерный (24 + 8) на момент покупки).                                                        |
| Память                                                                  | 36 Гб (Опционально до 128 Гб только на момент покупки) | 96 Гб (Опционально до 512 Гб только на момент покупки) |
| Память                                                                  | 512-битная четырёхканальная объединённая память LPDDR5-6400 (410 ГБ/с) | 1024-битная восьмиканальная объединённая память LPDDR5-6400 (819 ГБ/с) |
| Графический процессор для 3D-графики                                    | 32-ядерный встроенный графический процессор (GPU), разработанный Apple (Опционально 40-ядерный GPU только на момент покупки) | 60-ядерный встроенный графический процессор (GPU), разработанный Apple (Опционально 80-ядерный GPU только на момент покупки)                                                                         |
| Мультимедиа-движок                                                      | Аппаратное ускорение H.264, HEVC, ProRes и ProRes RAW: Механизм декодирования видео, Два движка для кодирования видео, Два движка ProRes для кодирования и декодирования                                                                                       | Аппаратное ускорение H.264, HEVC, ProRes и ProRes RAW: Два механизма декодирования видео, Четыре движка для кодирования видео, Четыре движка ProRes для кодирования и декодирования                  |
| ИИ-ускоритель                                                           | 16-ядерный встроенный ИИ-ускоритель, разработанный Apple | 32-ядерный встроенный ИИ-ускоритель, разработанный Apple |
| Система охлаждения                                                      | Алюминиевый теплораспределитель, двойной вентилятор | Медный теплораспределитель, двойной вентилятор |
| Поддержка видео                                                         | Одновременная поддержка до пяти дисплеев: 4-ре дисплея с разрешением 6K при частоте 60 Гц через Thunderbolt, плюс один дисплей с разрешением 4K при частоте 60 Гц через HDMI Или 2 дисплея 6K, плюс один дисплей с разрешением 8K при частоте 60 Гц через HDMI | Одновременная поддержка до восьми дисплеев: 8-мь дисплеев с разрешением 4K при частоте 60 Гц, Или 6-ть дисплеев с разрешением 6K при частоте 60 Гц, Или 3 дисплея с разрешением 8K при частоте 60 Гц |
| Твердотельный накопитель (SSD)                                          | 512 Гб Опционально 1, 2, 4, или 8 Тб доступны только на момент покупки. | 1 Тб Опционально 2, 4, 8, или 16 Тб доступны только на момент покупки. |
| Твердотельный накопитель (SSD)                                          | Твердотельный накопитель на базе PCIe со скоростью чтения до 7,4 ГБ/с | |
| Сетевые интерфейсы                                                      | Встроенный Wi-Fi 6E (802.11a/b/g/n/ac/ax) | Встроенный Wi-Fi 6E (802.11a/b/g/n/ac/ax) |
| Сетевые интерфейсы                                                      | Bluetooth 5.3 | |
| Сетевые интерфейсы                                                      | 10 Gigabit Ethernet | |
| Периферийные соединения                                                 | 4× Thunderbolt 5 (USB4 2.0) | 6× Thunderbolt 5 (USB4 2.0) |
| Периферийные соединения                                                 | 2× USB-C 3.1 Gen 2 | 6× Thunderbolt 5 (USB4 2.0) |
| Периферийные соединения                                                 | 2× USB 3.0 Type-A | |
| Периферийные соединения                                                 | DisplayPort | |
| Периферийные соединения                                                 | HDMI 2.1 (поддержка одного дисплея с разрешением до 8K при частоте 60 Гц или разрешением 4K при частоте 240 Гц) | |
| Периферийные соединения                                                 | Слот для карты памяти SDXC (UHS-II) | |
| Разъем для наушников 3,5 мм с поддержкой наушников с высоким импедансом | | |
| Мощность блока питания                                                  | 480 Вт (макс. непрерывная) | 480 Вт (макс. непрерывная) |
| Выбросы парниковых газов                                                | 262 кг (578 фунтов) CO2e | 375 кг (827 фунтов) CO2e |
| Масса                                                                   | 2,74 кг | 3,64 кг |
| Габаритные размеры                                                      | 9,5 см (H) × 19,7 см (W) × 19,7 см (D) | 9,5 см (H) × 19,7 см (W) × 19,7 см (D) |
| Операционная система                                                    | macOS Sequoia | macOS Sequoia |

### Mac Studio (2-го поколения)
| Модель                                                                  | Середина 2023 | Середина 2023 |
| Компонент                                                               | Apple M2 Max | Apple M2 Ultra |
| ----------------------------------------------------------------------- | --- | --- |
| Дата выпуска                                                            | 5 июня 2023 | 5 июня 2023 |
| Номер модели                                                            | | |
| Базовая цена при запуске                                                | $1999 | $3999 |
| Процессор (CPU)                                                         | 12-ядерный (8 производительных ядер (Avalanche) с частотой 3,49 ГГц и 4 энергоэффективных ядра (Blizzard) с частотой 2,42 ГГц) ARM-процессор Apple M2 Max. | 24-ядерный (16 производительных ядер (Avalanche) с частотой 3,49 ГГц и 8 энергоэффективных ядер (Blizzard) с частотой 2,42 ГГц) ARM-процессор Apple M2 Ultra.                                        |
| Память                                                                  | 32 Гб (Опционально до 96 Гб только на момент покупки) | 64 Гб (Опционально до 192 Гб только на момент покупки) |
| Память                                                                  | 512-битная четырёхканальная объединённая память LPDDR5-6400 (409,6 ГБ/с) | 1024-битная восьмиканальная объединённая память LPDDR5-6400 (819,2 ГБ/с) |
| Графический процессор для 3D-графики                                    | 30-ядерный встроенный графический процессор (GPU), разработанный Apple (Опционально 38-ядерный GPU только на момент покупки) | 60-ядерный встроенный графический процессор (GPU), разработанный Apple (Опционально 76-ядерный GPU только на момент покупки)                                                                         |
| Мультимедиа-движок                                                      | Аппаратное ускорение H.264, HEVC, ProRes и ProRes RAW: Механизм декодирования видео, Два движка для кодирования видео, Два движка ProRes для кодирования и декодирования                                                                                       | Аппаратное ускорение H.264, HEVC, ProRes и ProRes RAW: Два механизма декодирования видео, Четыре движка для кодирования видео, Четыре движка ProRes для кодирования и декодирования                  |
| ИИ-ускоритель                                                           | 16-ядерный встроенный ИИ-ускоритель, разработанный Apple | 32-ядерный встроенный ИИ-ускоритель, разработанный Apple |
| Система охлаждения                                                      | Алюминиевый теплораспределитель, двойной вентилятор | Медный теплораспределитель, двойной вентилятор |
| Поддержка видео                                                         | Одновременная поддержка до пяти дисплеев: 4-ре дисплея с разрешением 6K при частоте 60 Гц через Thunderbolt, плюс один дисплей с разрешением 4K при частоте 60 Гц через HDMI Или 2 дисплея 6K, плюс один дисплей с разрешением 8K при частоте 60 Гц через HDMI | Одновременная поддержка до восьми дисплеев: 8-мь дисплеев с разрешением 4K при частоте 60 Гц, Или 6-ть дисплеев с разрешением 6K при частоте 60 Гц, Или 3 дисплея с разрешением 8K при частоте 60 Гц |
| Твердотельный накопитель (SSD)                                          | 512 Гб Опционально 1, 2, 4, или 8 Тб доступны только на момент покупки. | 1 Тб Опционально 2, 4, или 8 Тб доступны только на момент покупки. |
| Твердотельный накопитель (SSD)                                          | Твердотельный накопитель на базе PCIe со скоростью чтения до 7,4 ГБ/с | |
| Сетевые интерфейсы                                                      | Встроенный Wi-Fi 6E (802.11a/b/g/n/ac/ax) | Встроенный Wi-Fi 6E (802.11a/b/g/n/ac/ax) |
| Сетевые интерфейсы                                                      | Bluetooth 5.3 | |
| Сетевые интерфейсы                                                      | 10 Gigabit Ethernet | |
| Периферийные соединения                                                 | 4× Thunderbolt 4 (USB-C 4) | 6× Thunderbolt 4 (USB-C 4) |
| Периферийные соединения                                                 | 2× USB-C 3.1 Gen 2 | 6× Thunderbolt 4 (USB-C 4) |
| Периферийные соединения                                                 | 2× USB 3.0 Type-A | |
| Периферийные соединения                                                 | DisplayPort | |
| Периферийные соединения                                                 | HDMI 2.1 (поддержка одного дисплея с разрешением до 8K при частоте 60 Гц или разрешением 4K при частоте 240 Гц) | |
| Периферийные соединения                                                 | Слот для карты памяти SDXC (UHS-II) | |
| Разъем для наушников 3,5 мм с поддержкой наушников с высоким импедансом | | |
| Мощность блока питания                                                  | 370 Вт (макс. непрерывная) | 370 Вт (макс. непрерывная) |
| Выбросы парниковых газов                                                | 262 кг (578 фунтов) CO2e | 375 кг (827 фунтов) CO2e |
| Масса                                                                   | 2,7 кг | 3,6 кг |
| Габаритные размеры                                                      | 9,5 см (H) × 19,7 см (W) × 19,7 см (D) | 9,5 см (H) × 19,7 см (W) × 19,7 см (D) |
| Операционная система                                                    | macOS Ventura | macOS Ventura |

### Mac Studio (1-го поколения)
| Модель                               | Начало 2022 | Начало 2022 |
| Компонент                            | Apple M1 Max | Apple M1 Ultra |
| ------------------------------------ | --- | --- |
| Дата выпуска                         | 18 марта 2022 | 18 марта 2022 |
| Номер модели                         | MJMV3xx/A | MJMW3xx/A |
| Базовая цена при запуске             | $1999 | $3999 |
| Процессор (CPU)                      | 3,2 ГГц 10-ядерный (8 высокопроизводительных ядер и 2 энергоэффективных ядра) ARM-процессор Apple M1 Max.                                              | 3,2 ГГц 20-ядерный (16 высокопроизводительных ядер и 4 энергоэффективных ядра) ARM-процессор Apple M1 Ultra.                                           |
| Память                               | 32 Гб (Опционально до 64 Гб только на момент покупки)                                                                                                  | 64 Гб (Опционально до 128 Гб только на момент покупки)                                                                                                 |
| Память                               | 512-битная четырёхканальная объединённая память LPDDR5-6400 (409,6 ГБ/с)                                                                               | 1024-битная восьмиканальная объединённая память LPDDR5-6400 (819,2 ГБ/с)                                                                               |
| Графический процессор для 3D-графики | 24-ядерный встроенный графический процессор (GPU), разработанный Apple (Опционально 32-ядерный GPU только на момент покупки)                           | 48-ядерный встроенный графический процессор (GPU), разработанный Apple (Опционально 64-ядерный GPU только на момент покупки)                           |
| ИИ-ускоритель                        | 16-ядерный встроенный ИИ-ускоритель, разработанный Apple                                                                                               | 32-ядерный встроенный ИИ-ускоритель, разработанный Apple                                                                                               |
| Система охлаждения                   | Алюминиевый теплораспределитель, двойной вентилятор | Медный теплораспределитель, двойной вентилятор |
| Поддержка видео                      | Четыре дисплея с разрешением до 6016×3384 при частоте 60 Гц через USB-C, плюс один дисплей с разрешением до 4096×2160 при частоте 60 Гц через HDMI 2.0 | Четыре дисплея с разрешением до 6016×3384 при частоте 60 Гц через USB-C, плюс один дисплей с разрешением до 4096×2160 при частоте 60 Гц через HDMI 2.0 |
| Твердотельный накопитель (SSD)       | 512 Гб Опционально 1, 2, 4, или 8 Тб доступны только на момент покупки.                                                                                | 1 Тб Опционально 2, 4, или 8 Тб доступны только на момент покупки.                                                                                     |
| Твердотельный накопитель (SSD)       | Твердотельный накопитель на базе PCIe со скоростью чтения до 7,4 ГБ/с                                                                                  | |
| Сетевые интерфейсы                   | Встроенный Wi-Fi 6 (802.11a/b/g/n/ac/ax) | Встроенный Wi-Fi 6 (802.11a/b/g/n/ac/ax) |
| Сетевые интерфейсы                   | Bluetooth 5.0 | |
| Сетевые интерфейсы                   | 10 Gigabit Ethernet | |
| Периферийные соединения              | 4× Thunderbolt 4 (USB-C 4) | 6× Thunderbolt 4 (USB-C 4) |
| Периферийные соединения              | 2× USB-C 3.1 Gen 2 | 6× Thunderbolt 4 (USB-C 4) |
| Периферийные соединения              | 2× USB 3.0 Type-A | |
| Периферийные соединения              | HDMI 2.0 | |
| Периферийные соединения              | Слот для карты памяти SDXC (UHS-II) | |
| Периферийные соединения              | Разъем для наушников 3,5 мм с поддержкой наушников с высоким импедансом                                                                                | |
| Мощность блока питания               | 370 Вт (макс. непрерывная) | 370 Вт (макс. непрерывная) |
| Выбросы парниковых газов             | 262 кг (578 фунтов) CO2e | 375 кг (827 фунтов) CO2e |
| Масса                                | 2,7 кг | 3,6 кг |
| Габаритные размеры                   | 9,5 см (H) × 19,7 см (W) × 19,7 см (D) | 9,5 см (H) × 19,7 см (W) × 19,7 см (D) |
| Операционная система                 | macOS Monterey | macOS Monterey |

## Габариты

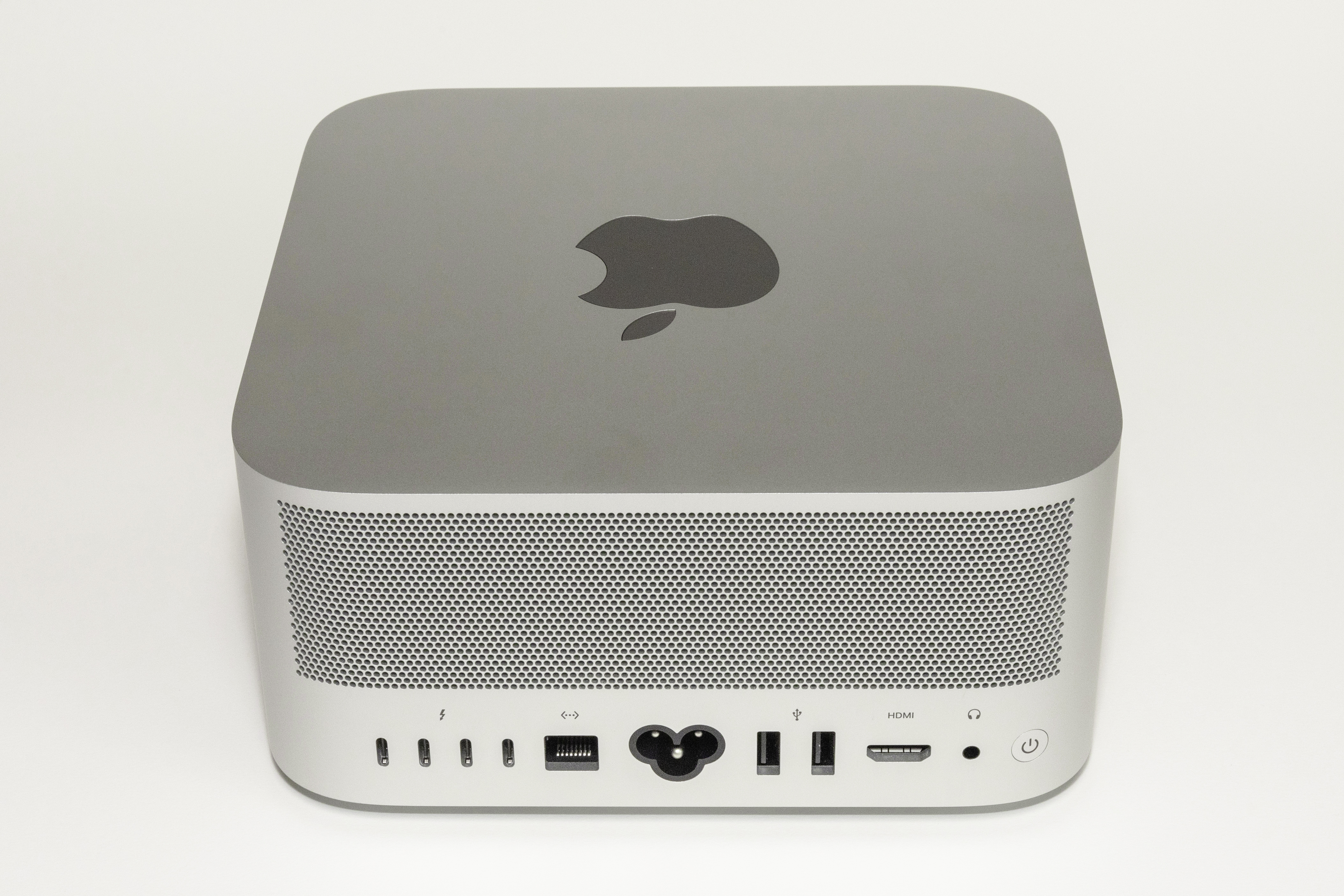
Mac Studio (2022) — вид сзади.

- Высота: 9,5 см
- Длина и ширина: 19,7 см
- Вес (M1 Max): 2,7 кг
- Вес (M1 Ultra): 3,6 кг

## Стоимость
1. Стоимость Mac Studio с процессором Apple M1 Max в базовой конфигурации: 10-ядерный CPU + 24-ядерный GPU, 32 Гб объединённой памяти (ОЗУ + Видеопамять) и 512 Гб SSD, на момент начала продаж объявлена от $1999.
2. Стоимость Mac Studio с процессором Apple M1 Ultra в базовой конфигурации: 20-ядерный CPU + 48-ядерный GPU, 64 Гб объединённой памяти и 1 Тб SSD, объявлена от $3999.
3. Стоимость Mac Studio с процессором Apple M1 Ultra в максимальной конфигурации: 20-ядерный CPU + 64-ядерный GPU, 128 Гб объединённой памяти и 8 Тб SSD, объявлена в $7999[20].

Продажи компьютера стартовали 18 марта 2022 года.